# Shohreh Solati
Vous pouvez aider à l'améliorer ou bien discuter des problèmes sur sa page de discussion.
- Il ne s’appuie pas, ou pas assez, sur des sources secondaires ou tertiaires. (Marqué depuis juillet 2017)
- La traduction est incomplète. (Marqué depuis septembre 2010)

- Archive Wikiwix
- Bing
- Cairn
- DuckDuckGo
- E. Universalis
- Gallica
- Google
- G. Books
- G. News
- G. Scholar
- Persée
- Qwant
- (zh) Baidu
- (ru) Yandex
- (wd) trouver des œuvres sur Wikidata

Shohreh Solati (en persan :  شهره صولتی), née Fatemeh Solati le 4 janvier 1959 à Téhéran, est une chanteuse populaire iranienne, l'une des plus prolifiques parmi les chanteuses iraniennes contemporaines. Depuis la Révolution iranienne, elle poursuit sa carrière musicale en exil, et est reconnue tant pour sa contribution à la musique pop persane que pour sa capacité à se réinventer continuellement. Parfois surnommée la « Madonna iranienne », Shohreh est également appelée la « reine de la scène » en raison de sa présence scénique et de ses clips musicaux qui retiennent l'attention, ainsi que « reine de la pop iranienne ».

## Biographie
Née à Téhéran dans une famille aisée d'artistes et de professionnels du spectacle, Shohreh s'est intéressée très tôt à la musique (elle chantait à l'âge de sept ans). Elle a par la suite étudié au Conservatoire de Musique de Teheran, où elle a suivi une formation au chant et à la clarinette. Elle a acquis une certaine notoriété à travers son premier album, Dokhtar-e-Mashreghi (Fille de l'Orient), qui a été accueilli avec succès. Les couvertures des magazines destinés à la jeunesse iranienne des années 1970 ont également fait sa promotion.

### La Révolution
Peu de temps avant la Révolution en 1978, Shohreh a quitté l'Iran pour participer à une série de concerts aux États-Unis, mais elle ne put retourner dans son pays natal à cause des restrictions imposées aux artistes par les nouveaux dirigeants. Shohreh s'est alors installée dans un premier temps à New York et s'est mariée peu de temps après. Comme la Révolution s'est produite contre toute attente, Shohreh et d'autres chanteurs iraniens exilés ont d'abord dû faire face à quelques difficultés pour ré-établir leur communauté. Cependant, après la naissance de sa fille, Tannaz, Shohreh s'est encore plus investie dans sa carrière professionnelle.

### Élargissement de son audience
Au début des années 1980, Shohreh quitte New York pour rejoindre Los Angeles. Elle s'installe avec les exilés iraniens liés à l'industrie de la musique iranienne, établis dans cette ville depuis les années 1970. En travaillant avec des auteurs-compositeurs, des compositeurs et des arrangeurs tels que Mohammed Moqadam, Jaklin, Siavash Ghomeishi et Shubert Avakian, elle produit et publie plusieurs nouveaux albums. La plupart de ces albums sont empreints de la nostalgie des années de la vie en Iran avant la révolution et s'adressent à un public beaucoup plus large, donnant une impulsion à Shohreh. L'évocation de l'Iran dans les chansons de Shohreh a réconforté les Iraniens exilés et contribué à renforcer leur solidarité parmi les Iraniens en difficulté.
Parmi ses albums les plus notables de cette période figurent Jaan Jaan, Salam, Sedaayeh Paa et Shenidam. Tout au long de la fin des années 1980 et des années 1990, Solati a réussi à accroître son public par la sortie de nouveaux albums, chacun recevant des éloges. Dans les années 1980, elle participe à de nombreux concerts avec Siavash Shams et Andranik Madadian.
Cependant, ce n'est que lors de la sortie de l'album Zan (1994) qu'elle a incontestablement recueilli des critiques positives. Les thèmes de ses chansons dans cet album ont non seulement mis en avant une plus grande reconnaissance des droits des femmes, mais ils ont également souligné l'importance des devoirs des femmes. En outre, dans la vidéo Ayeneh (Zan), elle a revêtu un tchador noir [le vêtement traditionnel porté par les femmes d'Iran], un geste qui a suscité l'affection de la communauté iranienne à l'égard d'une chanteuse qui a mis en avant ses origines avec une telle fierté. Cela a conduit au succès de son concert au Hollywood Palladium en octobre 1995.
Au tournant du millénaire, Shohreh a continué sortir des albums qui ont étendu sa popularité au-delà des frontières de l'Iran. Avec les succès de Ghesseh Goo, Saayeh, Atr, Safar, Pishooni et Havas, elle a rivalisé avec des chanteurs comme Leila Forouhar et Nooshafarin. Certains ont fait valoir que Shohreh a effectivement éclipsé ces chanteurs au cours des dernières années. Ses albums produits en dehors de l'Iran ont dépassé ses ventes d'avant la révolution. Elle a donné des concerts à guichets fermés aux États-Unis, au Canada, en Norvège, au Danemark, aux Pays-Bas, en Italie, au Royaume-Uni, en Suède, en France, en Suisse, en Allemagne, à Chypre, en Turquie et en Israël.

### Années 2000
En 2006, il est annoncé sur le site officiel de Shohreh Solati que la chanteuse travaille sur un nouvel album. En 2008, elle se produit en concert au Kodak Theatre pour accompagner la sortie de son CD Ashegham.

## Vie privée

### Sa famille
Contrairement à sa carrière, on sait très peu de choses sur la vie privée de Shohreh. Divorcée de son mari, Khosrow Nayebi, elle ne s'est pas remariée depuis.
Shohreh a une fille, nommée Tannaz, dont elle est proche. Elle lui a dédié une chanson de son album récent Havas. Elle a une famille très unie et collabore parfois avec son frère Shahram Solati sur divers albums.
Elle a deux sœurs et trois frères.

## Discographie
- 1975 : Dokhtar-e-Mashreghi
- 1983 : Salam
- 1984 : Telesm (avec Shahram Shabpareh)
- 1987 : Sheytoonak
- 1990 : Jaan Jaan
- 1989 : Mix
- 1990 : Joomeh Be Joomeh
- 1990 : Sekeh Tala (avec Masoud Fardmanesh)
- 1990 : Mehmoon (avec Martik)
- 1990 : Ham Nafas
- 1990 : Marmar (avec Dariush, Ebi, et Farzin)
- 1990 : Khatereh 7 (avec Moein)
- 1990 : Panjereha (avec Shahram Solati)
- 1990 : Yeki Yekdooneh (avec Shahram Solati)
- 1990 : Sedaye Paa
- 1990 : Gereftar
- 1990 : Nemizaram Beri (avec Shahram Solati et Sattar)
- 1994 : Zan
- 1996 : Ghesseh Goo
- 1997 : Shenidam
- 1998 : Aksaasho Paareh Kardam
- 1999 : Sayeh
- 2000 : Hekayat 5 (avec Masoud Fardmanesh)
- 2001 : Atr
- 2002 : Safar
- 2003 : Pishooni
- 2004 : Yaram Koo? (avec Faramarz Aslani et Siavash Ghomeishi)
- 2005 : Havas
- 2008 : Ashegham